# 2013년 신안 해역 지진
2013년 신안 해역 지진은 2013년 4월 21일 오전 8시 21분 27초에 전라남도 신안군 흑산면 북서쪽 101km 해역에서 발생한 규모 4.9의 지진이다. 기상청은 전남 신안군 흑산면 북서쪽 약 101 km 해역에서 규모 4.9의 지진이 발생했다고 발표하였고, 한국지질자원연구원은 전남 신안군 서북서쪽 약 173 km 해역에서 규모 5.0이 지진이 발생하였으며, 지진의 깊이는 4.0 km라고 발표하였다. 이번 지진은 1978년 국내 계기지진 관측 이후 6번째로 큰 규모로 기록됐고, 2004년 5월 29일 경북 울진 동쪽 80㎞ 해역에서 발생한 규모 5.2 지진 이후 9년만에 최대 규모다.

## 진도
최대 진도 4를 감지한 흑산도에서는 약 4초간 건물이 흔들렸다. 지역별 진도는 다음과 같다.
| 진도 | 지역                |
| ---- | ------------------- |
| IV   | 신안군 흑산도       |
| III  | 목포시              |
| II   | 완도·전주·여수·보령 |

## 서해 신안군 해역의 지진 발생 특성
서해는 대한민국에서도 특히 지진이 활발한 곳으로, 서해의 지각은 한반도와 유사한 대륙지각이지만 리프팅에 의해 많은 수의 퇴적분지로 이루어져 있어 분지의 경계를 이루는 단층대가 존재한다고 해석된다. 서해에서 관측되는 지진은 이러한 단층대에서 발생하는 것으로 해석된다. 그러나, 중규모급의 지진이 발생하고 자주 발생하고 있음에도 그 지체구조적 연구와 단층의 특성 및 활동성에 대한 연구가 미진하다.
서해 중에서도 신안군 해역은 예전부터 중규모 지진이 자주 발생하는 곳이었다. 특히 이번 지진의 진앙 인근에서 규모 4.0 이상의 지진이 세 차례 발생하였는데, 1994년 7월 26일 전남 홍도 서북서쪽 약 100 km 해역에서 발생한 규모 4.9의 지진, 2003년 3월 23일 전남 홍도 북서쪽 약 50 km 해역에서 발생한 규모 4.9의 지진과 2012년 8월 20일 전남 신안군 흑산면 북서쪽 약 115 km 해역에서 발생한 규모 4.2의 지진이 그것이다.
기상청 국내지진 목록에 따른 신안군 해역의 주요 지진 (규모 3.0 이상)
- 1986년 3월 20일 규모 3.6 (신안 가거도 북쪽 17km)
- 1994년 7월 26일 규모 4.9 (신안 흑산면 서북서쪽 128km 해역)
- 1995년 1월 21일 규모 3.3 (신안 가거도 북서쪽 20km 해역)
- 1995년 12월 24일 규모 3.0 (신안 흑산면 북서쪽 107km 해역)
- 2003년 3월 23일 규모 4.9 (신안 흑산면 서북서쪽 88km 해역)
- 2005년 4월 21일 규모 3.0 (신안 흑산면 북쪽 29km 해역)
- 2006년 9월 29일 규모 3.4 (신안 흑산면 남서쪽 81km 해역)
- 2008년 9월 4일 규모 3.0 (신안 흑산면 북서쪽 66km 해역)
- 2009년 7월 15일 규모 3.0 (신안 흑산면 북북서쪽 61km 해역)
- 2011년 6월 8일 규모 3.0 (신안 흑산면 북북서쪽 50km 해역)
- 2013년 4월 21일 규모 4.9 (신안 흑산면 북서쪽 101km 해역)
- 2013년 9월 11일 규모 4.0 (신안 가거도 남남동쪽 60km 해역)
- 2016년 11월 6일 규모 3.5 (신안 흑산면 남남서쪽 106km 해역)
- 2017년 9월 11일 규모 3.2 (신안 흑산면 서북서쪽 139km 해역)
- 2018년 11월 29일 규모 3.3 (신안 흑산도 서북서쪽 92km 해역)
- 2019년 9월 22일 규모 3.3 (신안 흑산도 남남서쪽 62km 해역)

## 같이 보기
- 한국의 지진
- 2013년 한국의 지진